# Vacamonte
Vacamonte, ook Ciudad Vacamonte is een plaats (lugar poblado) in de gemeente (distrito) Arraiján (provincie Panamá Oeste) in Panama. In 2010 was het inwoneraantal 41.000. 